# Scotopteryx nigrita
Scotopteryx nigrita là một loài bướm đêm trong họ Geometridae.